# 阿德尔伯特
阿德尔伯特，Adalbert，（约1000年-1072年3月16日），大约生于Goseck（萨克森-安哈尔特州境内）， 自1043年到其逝世，任汉堡和不来梅大主教，曾任神圣罗马帝国皇帝亨利四世的私人顾问，1072年死于亨利四世的行宫所在地戈斯拉尔。